# Уитти, Мэй
Дама Мэри Луиза Уэбстер (англ. Mary Louise Webster; 19 июня 1865 — 29 мая 1948), известная под псевдонимом Мэй Уитти (англ. May Whitty), — британская актриса, номинантка на премию «Оскар».

## Биография
Мэри Луиза Уитти родилась в английском городе Ливерпуль 19 июня 1865 году. Впервые появилась на театральной сцене в родном городе в 1881 году, а после этого переехала в Лондон, где началась её карьера в Вест-Энде. В 1892 году Мэй Уитти вышла замуж за менеджера Бена Уэбстера, а в 1895 году они посетили США, где Уитти появилась на Бродвее. Их единственная дочь Маргарет Уэбстер, которая стала актрисой, родилась в США в 1905 году. В 1918 году ей был присуждён титул Дамы Британской империи, за её благотворительную работу в годы Первой мировой войны.
Её кинодебют состоялся в Великобритании в 1914 году, а в Голливуде она впервые появилась в 1937. В том же году Мэй Уитти была номинирована на «Оскар», за роль миссис Брэмсон в фильме «Ночь должна пройти». В 1938 году актриса снялась в фильме Альфреда Хичкока «Леди исчезает», где сыграла гувернантку мисс Фрой, а спустя год она покинула Великобританию и навсегда переехала в США, хотя американского гражданства получать не стала.
В дальнейшем она много играла в театрах, а также активно продолжала сниматься в Голливуде. Одной из самых примечательных ролей Уитти следующих лет стала леди Белдон в фильме «Миссис Минивер» (1942), за роль которой она была вновь номинирована на «Оскар» как лучшая актриса второго плана.
В 1947 году умер муж Уитти Бен Уэбстер, а год спустя от рака в возрасте 82 лет умерла и сама актриса. Она скончалась в Беверли-Хиллз 29 мая 1948 года.

## Избранная фильмография
- 1937 — Ночь должна пройти — Миссис Брэмсон
- 1938 — Леди исчезает — Гувернантка Мисс Фрой
- 1941 — Подозрение — Марта МакЛейдлоу
- 1942 — Миссис Минивер — Леди Белдон
- 1943 — Вечность и один день — Миссис Люси Тримбл
- 1943 — Опасное погружение — Бабушка
- 1943 — Лесси возвращается домой — Дэлли Фадден
- 1943 — Плоть и фантазия — Леди Памела Хардвик
- 1943 — Мадам Кюри — Мадам Юджин Кюри
- 1943 — Сестра его дворецкого — Играет себя
- 1944 — Газовый свет — Мисс Бесси Туэйтс
- 1944 — Белые скалы Дувра — Няня
- 1945 — Меня зовут Джулия Росс — миссис Хьюз
- 1946 — Преданность — леди Торнтон
- 1947 — Улица Грин Долфин — Настоятельница
- 1948 — Знак Овна — Клара Брэсток